# Caos. La nascita di una nuova scienza
Caos. La nascita di una nuova scienza (titolo originale Chaos: Making A New Science) è un saggio dello scrittore statunitense James Gleick, pubblicato in originale nel 1987 e in Italia nel 1989 da Rizzoli. L'argomento trattato è la teoria del caos, le origini della sua scoperta e le sue applicazioni nei molti settori scientifici in cui si è rivelata utile per analizzare i fenomeni complessi. Vengono inoltre affrontate le sue implicazioni nel superamento del determinismo classico.

## Contenuto
Nel libro si racconta come dal lavoro indipendente di alcuni ricercatori di discipline diverse siano emerse le basi della teoria del caos, una nuova branca scientifica posta al confine tra fisica e matematica, capace di gettare nuova luce su fenomeni caratterizzati da gradi di complessità tali da renderli apparentemente insolubili, rivelandone l'intrinseca imprevedibilità, secondo modelli però sorprendentemente regolari e capaci di ripetersi a scale diverse. Dall'intuizione di un matematico impiegato nel campo della meteorologia, Edward Norton Lorenz, il primo ad analizzare la natura particolare dei fenomeni caotici nei meccanismi del tempo atmosferico, nascono i concetti originali di dipendenza dalle condizioni iniziali esemplificati efficacemente attraverso l'immagine dell'effetto farfalla, e dal suo primo studio matematico sul comportamento peculiare di questi sistemi emerge il modello dell'attrattore strano.
Quasi contemporaneamente, matematici come Stephen Smale, James Yorke e Michael Barnsley, biologi come Robert May, fisici come Harry Swinney, Jerry Gollub, David Ruelle, Albert Libchaber, astronomi come Michel Hénon trovarono lavorando nelle proprie discipline conferme e nuovi spunti di ricerca. Dallo studio di Benoît Mandelbrot sulle dimensioni frazionarie nasce il concetto di frattale, figura geometrica che ripete la propria configurazione all'infinito. Mitchell Feigenbaum studiando alcune funzioni matematiche scopre delle regolarità inspiegabili legate ai fenomeni caotici. Un gruppo di studenti di Santa Cruz usando computer analogici e battendo nuove linee di ricerca riesce a fornire nuovi apporti, ampliando l'applicazione della teoria. Alla fine del libro viene analizzato l'impatto della nuova disciplina e delle sue implicazioni sulla scienza ortodossa, ancora parzialmente legata al principio deterministico classico, e quindi inizialmente piuttosto ostile al nuovo concetto di caos deterministico, e alle sue implicazioni.

## Riconoscimenti
Il libro nel 1988 è stato finalista per il Premio Pulitzer per la sezione saggistica, ed è stato tradotto in 18 lingue.

## Edizioni
- James Gleick, Caos, la nascita di una nuova scienza, collana Superbur Scienza, Rizzoli, 2000,  p. 348, ISBN 88-17-25875-X.